# Galactografía
La galactografía consiste en una mamografía en la que se canaliza la desembocadura del galactóforo de un conducto mamario para inyectar contraste y opacificarlo. Este procedimiento permite estudiar alteraciones como la dilatación anómala de los conductos o ectasia ductal, la formación de tumores papilares en el interior de la luz de los conductos o papilomatosis intraductal y las estenosis o estrechamientos de los conductos mamarios. Está especialmente indicada en el estudio de la secreción anómala del pezón o telorrea.